# بک‌راب
بک‌راب (انگلیسی: BackRub) از نخستین موتورهای جستجو بود که در سال ۱۹۹۶ توسط لری پیج و سرگی برین ساخته شد.
لری پیج و سرگی برین دو دانشجوی رشته علوم کامپیوتر در دانشگاه استنفورد بودند که در سال ۱۹۹۵ بر روی بک‌راب کار می‌کردند، پروژه‌ای تحقیقاتی که در واقع شروعی برای به وجود آمدن موتور جستجوی گوگل بود. آنها توانستند الگوریتمی (که بعداً رتبه صفحه نامیده شد) را برای رتبه‌بندی صفحه‌های جستجو شده اینترنتی به وجود بیاورند.
آن‌ها نام پروژه خود را بک‌راب گذاشته بودند زیرا موتور جستجوگر آن‌ها لینک‌های پشتیبانی وبگاه‌ها را بررسی می‌کرد و بر همان مبنا میزان اهمیت آن‌ها را در نتایج جستجو تعیین می‌کرد. در همان زمان وبگاهی دیگر با نام رنک‌دکس با روشی مشابه نیز کار می‌کرد. موتور جستجوگری که توسط این دو طراحی شد ابتدا با دامنه google.stanford.edu در اوت ۱۹۹۶ در شبکه خصوصی دانشگاه استنفورد شروع به کار کرد و در ۱۵ سپتامبر سال ۱۹۹۷ با دامنه google.com به ثبت رسید.